# Premiul BAFTA pentru cel mai bun film
Premiul BAFTA pentru cel mai bun film este un premiu anual acordat de British Academy of Film and Television Arts. Până în 1969 premiul s-a numit Premiul BAFTA pentru cel mai bun film din orice sursă. Este posibil ca orice film din orice țară să fie nominalizat, deși filmele britanice sunt, de asemenea, eligibile la categoria Premiul BAFTA pentru cel mai bun film britanic și (din 1983) filmele într-o limbă străină la categoria Premiul BAFTA pentru cel mai bun film străin. Ca atare, există mai multe ocazii pentru un film de a fi nominalizat la două din aceste categorii.
Până în 1981, premiul a fost acordat regizorului, cu excepția anilor 1976 și 1977, când a fost acordat producătorilor. Din 1981 până în 1985, a fost acordat exclusiv producătorilor, iar din 1986 a fost împărțit între regizor și producător. În 1998, a fost încă o dată acordat numai producătorilor.

## Anii 1940
| Categorie                        | Film                                  | Regizor(i)          | Producător(i)                    | Țară     |
| -------------------------------- | ------------------------------------- | ------------------- | -------------------------------- | -------- |
| 1947 (Ediția 1)                  |                                       |                     |                                  |          |
| Cel mai bun film din orice sursă | Cei mai frumoși ani ai vieții noastre | William Wyler       | Samuel Goldwyn                   | SUA      |
| 1948 (Ediția 2)                  |                                       |                     |                                  |          |
| Cel mai bun film din orice sursă | Hamlet                                | Laurence Olivier    | Laurence Olivier                 | UK       |
| Cel mai bun film din orice sursă | Crossfire                             | Edward Dmytryk      | Adrian Scott                     | SUA      |
| Cel mai bun film din orice sursă | The Fallen Idol                       | Carol Reed          | Carol Reed                       | UK       |
| Cel mai bun film din orice sursă | Monsieur Vincent                      | Maurice Cloche      | Viscount George de la Grandiere  | Franța   |
| Cel mai bun film din orice sursă | The Naked City                        | Jules Dassin        | Mark Hellinger                   | SUA      |
| Cel mai bun film din orice sursă | Paisan (Paisà)                        | Roberto Rossellini  | Rod E. Geiger Roberto Rossellini | Italia   |
| Cel mai bun film din orice sursă | Four Steps in the Clouds              | Alessandro Blasetti | Giuseppe Amato                   | Italia   |
| 1949 (Ediția 3)                  |                                       |                     |                                  |          |
| Cel mai bun film din orice sursă | Hoți de biciclete                     | Vittorio De Sica    | Giuseppe Amato                   | Italia   |
| Cel mai bun film din orice sursă | The Ballad of Berlin                  | R. A. Stemmle       | Alf Teichs                       | Germania |
| Cel mai bun film din orice sursă | The Last Stage                        | Wanda Jakubowska    |                                  | Polonia  |
| Cel mai bun film din orice sursă | The Set-Up                            | Robert Wise         | Richard Goldstone                | SUA      |
| Cel mai bun film din orice sursă | Al treilea om                         | Carol Reed          | Carol Reed                       | UK       |
| Cel mai bun film din orice sursă | The Treasure of the Sierra Madre      | John Huston         | Henry Blanke                     | SUA      |
| Cel mai bun film din orice sursă | The Window                            | Ted Tetzlaff        | Frederic Ullman Jr.              | SUA      |

## Anii 1950
| Categorie                        | Film                                             | Regizor(i)                          | Producător(i)                                 | Țară              |
| -------------------------------- | ------------------------------------------------ | ----------------------------------- | --------------------------------------------- | ----------------- |
| 1950 (Ediția 4)                  |                                                  |                                     |                                               |                   |
| Cel mai bun film din orice sursă | Totul despre Eva                                 | Joseph L. Mankiewicz                | Darryl F. Zanuck                              | SUA               |
| Cel mai bun film din orice sursă | Jungla de asfalt                                 | John Huston                         | Arthur Hornblow Jr.                           | SUA               |
| Cel mai bun film din orice sursă | Beauty and the Beast                             | René Clair                          | Salvo D'Angelo                                | Franța            |
| Cel mai bun film din orice sursă | Intruder in the Dust                             | Clarence Brown                      | Clarence Brown                                | SUA               |
| Cel mai bun film din orice sursă | The Men                                          | Fred Zinnemann                      | Stanley Kramer                                | SUA               |
| Cel mai bun film din orice sursă | On the Town                                      | Stanley Donen Gene Kelly            | Arthur Freed                                  | SUA               |
| Cel mai bun film din orice sursă | Orphée                                           | Jean Cocteau                        | André Paulvé                                  | Franța            |
| 1951 (Ediția 5)                  |                                                  |                                     |                                               |                   |
| Cel mai bun film din orice sursă | La Ronde                                         | Max Ophüls                          | Ralph Baum Sacha Gordine                      | Franța            |
| Cel mai bun film din orice sursă | An American in Paris                             | Vincente Minnelli                   | Arthur Freed                                  | SUA               |
| Cel mai bun film din orice sursă | The Browning Version                             | Anthony Asquith                     | Teddy Baird                                   | UK                |
| Cel mai bun film din orice sursă | Detective Story                                  | William Wyler                       | William Wyler                                 | SUA               |
| Cel mai bun film din orice sursă | Sunday in August                                 | Luciano Emmer                       | Sergio Amidei                                 | Italia            |
| Cel mai bun film din orice sursă | Fourteen Hours                                   | Henry Hathaway                      | Sol C. Siegel                                 | SUA               |
| Cel mai bun film din orice sursă | Miss Julie                                       | Alf Sjöberg                         | Rune Waldekranz                               | Suedia            |
| Cel mai bun film din orice sursă | The Lavender Hill Mob                            | Charles Crichton                    | Michael Balcon                                | UK                |
| Cel mai bun film din orice sursă | The Magic Box (1951)                             | John Boulting                       | Ronald Neame                                  | UK                |
| Cel mai bun film din orice sursă | The Magic Garden                                 | Donald Swanson                      | Donald Swanson                                | UK                |
| Cel mai bun film din orice sursă | The Man in the White Suit                        | Alexander Mackendrick               | Michael Balcon                                | UK                |
| Cel mai bun film din orice sursă | No Resting Place                                 | Paul Rotha                          | Colin Lesslie                                 | UK                |
| Cel mai bun film din orice sursă | The Red Badge of Courage                         | John Huston                         | Gottfried Reinhardt                           | SUA               |
| Cel mai bun film din orice sursă | The Small Miracle                                | Maurice Cloche Ralph Smart          | Anthony Havelock-Allan                        | UK                |
| Cel mai bun film din orice sursă | The Sound of Fury                                | Cyril Endfield                      | Robert Stillman                               | SUA               |
| Cel mai bun film din orice sursă | A Walk in the Sun                                | Lewis Milestone                     | Lewis Milestone                               | SUA               |
| Cel mai bun film din orice sursă | White Corridors                                  | Pat Jackson                         | John Croydon Joseph Janni                     | UK                |
| Cel mai bun film din orice sursă | Edward and Caroline                              | Jacques Becker                      |                                               | Franța            |
| 1952 (Ediția 6)                  |                                                  |                                     |                                               |                   |
| Cel mai bun film din orice sursă | The Sound Barrier                                | David Lean                          | David Lean                                    | UK                |
| Cel mai bun film din orice sursă | The African Queen                                | John Huston                         | Sam Spiegel                                   | UK                |
| Cel mai bun film din orice sursă | Angels One Five                                  | George More O'Ferrall               | John W. Gossage Derek N. Twist                | UK                |
| Cel mai bun film din orice sursă | The Boy Kumasenu                                 | Sean Graham                         |                                               | Ghana             |
| Cel mai bun film din orice sursă | Carrie                                           | William Wyler                       | William Wyler                                 | SUA               |
| Cel mai bun film din orice sursă | Golden Helmet (Casque d'Or)                      | Jacques Becker                      | Raymond Hakim Robert Hakim                    | Franța            |
| Cel mai bun film din orice sursă | Cry, the Beloved Country                         | Zoltán Korda                        | Zoltán Korda Alan Paton                       | UK                |
| Cel mai bun film din orice sursă | Death of a Salesman                              | László Benedek                      | Stanley Kramer                                | SUA               |
| Cel mai bun film din orice sursă | Limelight                                        | Charles Chaplin                     | Charles Chaplin                               | SUA               |
| Cel mai bun film din orice sursă | Mandy                                            | Alexander Mackendrick Fred F. Sears | Michael Balcon Leslie Norman                  | UK                |
| Cel mai bun film din orice sursă | Miracle in Milan                                 | Vittorio De Sica                    | Vittorio De Sica                              | Italia            |
| Cel mai bun film din orice sursă | The Young and the Damned (Los Olvidados)         | Luis Buñuel                         | Óscar Dancigers Sergio Kogan Jaime A. Menasce | Mexic             |
| Cel mai bun film din orice sursă | Outcast of the Islands                           | Carol Reed                          | Carol Reed                                    | UK                |
| Cel mai bun film din orice sursă | Rashomon                                         | Akira Kurosawa                      | Minoru Jingo                                  | Japonia           |
| Cel mai bun film din orice sursă | The River                                        | Jean Renoir                         | Kenneth McEldowney Jean Renoir                | UK                |
| Cel mai bun film din orice sursă | Singin' in the Rain                              | Stanley Donen Gene Kelly            | Arthur Freed                                  | SUA               |
| Cel mai bun film din orice sursă | A Streetcar Named Desire                         | Elia Kazan                          | Charles K. Feldman                            | SUA               |
| Cel mai bun film din orice sursă | Viva Zapata!                                     | Elia Kazan                          | Darryl F. Zanuck                              | SUA               |
| 1953 (Ediția 7)                  |                                                  |                                     |                                               |                   |
| Cel mai bun film din orice sursă | Forbidden Games                                  | René Clément                        | Robert Dorfmann                               | Franța            |
| Cel mai bun film din orice sursă | The Bad and the Beautiful                        | Vincente Minnelli                   | John Houseman                                 | SUA               |
| Cel mai bun film din orice sursă | Come Back, Little Sheba                          | Daniel Mann                         | Hal B. Wallis                                 | SUA               |
| Cel mai bun film din orice sursă | The Cruel Sea                                    | Charles Frend                       | Leslie Norman                                 | UK                |
| Cel mai bun film din orice sursă | Two Cents Worth of Hope                          | Renato Castellani                   | Sandro Ghenzi                                 | Italia            |
| Cel mai bun film din orice sursă | From Here to Eternity                            | Fred Zinnemann                      | Milo Adler-Gillies                            | SUA               |
| Cel mai bun film din orice sursă | Genevieve                                        | Henry Cornelius                     | Henry Cornelius                               | UK                |
| Cel mai bun film din orice sursă | The Heart of the Matter                          | George More O'Ferrall               | Ian Dalrymple                                 | UK                |
| Cel mai bun film din orice sursă | Julius Caesar                                    | Joseph L. Mankiewicz                | John Houseman                                 | SUA               |
| Cel mai bun film din orice sursă | The Kidnappers (US: The Little Kidnappers)       | Philip Leacock                      | Sergei Nolbandov Leslie Parkyn                | UK                |
| Cel mai bun film din orice sursă | Lili                                             | Charles Walters                     | Edwin H. Knopf                                | SUA               |
| Cel mai bun film din orice sursă | The Medium                                       | Gian-Carlo Menotti                  | Walther Lowendahl                             | Italia            |
| Cel mai bun film din orice sursă | Mogambo                                          | John Ford                           | Sam Zimbalist                                 | SUA               |
| Cel mai bun film din orice sursă | Moulin Rouge                                     | John Huston                         | John and James Woolf                          | UK                |
| Cel mai bun film din orice sursă | Are We All Murderers? (US; We Are All Murderers) | André Cayatte                       | François Carron                               | Franța            |
| Cel mai bun film din orice sursă | The Little World of Don Camillo                  | Julien Duvivier                     | Giuseppe Amato                                | Franța/Italia     |
| Cel mai bun film din orice sursă | Roman Holiday                                    | William Wyler                       | William Wyler                                 | SUA               |
| Cel mai bun film din orice sursă | Shane                                            | George Stevens                      | George Stevens                                | SUA               |
| Cel mai bun film din orice sursă | The Sun Shines Bright                            | John Ford                           | Merian C. Cooper John Ford                    | SUA               |
| 1954 (Ediția 8)                  |                                                  |                                     |                                               |                   |
| Cel mai bun film din orice sursă | The Wages of Fear                                | Henri-Georges Clouzot               | Raymond Borderie                              | Franța            |
| Cel mai bun film din orice sursă | The Caine Mutiny                                 | Edward Dmytryk                      | Stanley Kramer                                | SUA               |
| Cel mai bun film din orice sursă | Carrington V.C.                                  | Anthony Asquith                     | Teddy Baird                                   | UK                |
| Cel mai bun film din orice sursă | The Divided Heart                                | Charles Crichton                    | Michael Truman                                | UK                |
| Cel mai bun film din orice sursă | Doctor in the House                              | Ralph Thomas                        | Betty E. Box                                  | UK                |
| Cel mai bun film din orice sursă | Executive Suite                                  | Robert Wise                         | John Houseman                                 | SUA               |
| Cel mai bun film din orice sursă | For Better, for Worse                            | J. Lee Thompson                     | Kenneth Harper                                | UK                |
| Cel mai bun film din orice sursă | Hobson's Choice                                  | David Lean                          | David Lean                                    | UK                |
| Cel mai bun film din orice sursă | How to Marry a Millionaire                       | Jean Negulesco                      | Nunnally Johnson                              | SUA               |
| Cel mai bun film din orice sursă | Gate of Hell                                     | Teinosuke Kinugasa                  | Masaichi Nagata                               | Japonia           |
| Cel mai bun film din orice sursă | The Maggie                                       | Alexander Mackendrick               | Michael Truman                                | UK                |
| Cel mai bun film din orice sursă | The Moon Is Blue                                 | Otto Preminger                      | Otto Preminger                                | SUA               |
| Cel mai bun film din orice sursă | On the Waterfront                                | Elia Kazan                          | Sam Spiegel                                   | SUA               |
| Cel mai bun film din orice sursă | Bread, Love and Dreams                           | Luigi Comencini                     | Marcello Girosi                               | Italia            |
| Cel mai bun film din orice sursă | The Purple Plain                                 | Robert Parrish                      | John Bryan                                    | UK                |
| Cel mai bun film din orice sursă | Rear Window                                      | Alfred Hitchcock                    | Alfred Hitchcock                              | SUA               |
| Cel mai bun film din orice sursă | Riot in Cell Block 11                            | Don Siegel                          | Walter Wanger                                 | SUA               |
| Cel mai bun film din orice sursă | Robinson Crusoe                                  | Luis Buñuel                         | Óscar Dancigers Henry F. Ehrlich              | Mexic             |
| Cel mai bun film din orice sursă | Romeo and Juliet                                 | Renato Castellani                   | Sandro Ghenzi Joseph Janni                    | UK                |
| Cel mai bun film din orice sursă | Seven Brides for Seven Brothers                  | Stanley Donen                       | Jack Cummings                                 | SUA               |
| 1955 (Ediția 9)                  |                                                  |                                     |                                               |                   |
| Cel mai bun film din orice sursă | Richard III                                      | Laurence Olivier                    | Laurence Olivier                              | UK                |
| Cel mai bun film din orice sursă | Bad Day at Black Rock                            | John Sturges                        | Dore Schary                                   | SUA               |
| Cel mai bun film din orice sursă | Carmen Jones                                     | Otto Preminger                      | Otto Preminger                                | SUA               |
| Cel mai bun film din orice sursă | The Colditz Story                                | Guy Hamilton                        | Ivan Foxwell                                  | UK                |
| Cel mai bun film din orice sursă | The Dam Busters                                  | Michael Anderson                    |                                               | UK                |
| Cel mai bun film din orice sursă | East of Eden                                     | Elia Kazan                          | Elia Kazan                                    | SUA               |
| Cel mai bun film din orice sursă | The Ladykillers                                  | Alexander Mackendrick               | Seth Holt Michael Balcon                      | UK                |
| Cel mai bun film din orice sursă | Marty                                            | Delbert Mann                        | Harold Hecht                                  | SUA               |
| Cel mai bun film din orice sursă | The Night My Number Came Up                      | Leslie Norman                       | Michael Balcon                                | UK                |
| Cel mai bun film din orice sursă | The Prisoner                                     | Peter Glenville                     | Vivian Cox                                    | UK                |
| Cel mai bun film din orice sursă | Cei șapte samurai                                | Akira Kurosawa                      | Sōjirō Motoki                                 | Japonia           |
| Cel mai bun film din orice sursă | Simba                                            | Brian Desmond Hurst                 | Peter De Sarigny                              | UK                |
| Cel mai bun film din orice sursă | La Strada                                        | Federico Fellini                    | Dino De Laurentiis Carlo Ponti                | Italia            |
| Cel mai bun film din orice sursă | Summertime                                       | David Lean                          | Ilya Lopert                                   | UK / SUA          |
| 1956 (Ediția 10)                 |                                                  |                                     |                                               |                   |
| Cel mai bun film din orice sursă | Gervaise                                         | René Clément                        | Annie Dorfmann                                | Franța            |
| Cel mai bun film din orice sursă | Friends for Life                                 | Franco Rossi                        | Carlo Civallero                               | Italia            |
| Cel mai bun film din orice sursă | Baby Doll                                        | Elia Kazan                          | Elia Kazan Tennessee Williams                 | SUA               |
| Cel mai bun film din orice sursă | The Battle of the River Plate                    | Michael Powell Emeric Pressburger   | Michael Powell Emeric Pressburger             | UK                |
| Cel mai bun film din orice sursă | The Unfrocked One                                | Léo Joannon                         | Alain Poiré Roger Ribadeau-Dumas              | Franța            |
| Cel mai bun film din orice sursă | Guys and Dolls                                   | Joseph L. Mankiewicz                | Samuel Goldwyn                                | SUA               |
| Cel mai bun film din orice sursă | The Killing                                      | Stanley Kubrick                     | James B. Harris                               | SUA               |
| Cel mai bun film din orice sursă | The Man Who Never Was                            | Ronald Neame                        | André Hakim                                   | UK                |
| Cel mai bun film din orice sursă | The Man with the Golden Arm                      | Otto Preminger                      | Otto Preminger                                | SUA               |
| Cel mai bun film din orice sursă | Picnic                                           | Joshua Logan                        | Fred Kohlmar                                  | SUA               |
| Cel mai bun film din orice sursă | The Grasshopper                                  | Samson Samsonov                     |                                               | Uniunea Sovietică |
| Cel mai bun film din orice sursă | Reach for the Sky                                | Lewis Gilbert                       | Daniel M. Angel                               | UK                |
| Cel mai bun film din orice sursă | Rebel Without a Cause                            | Nicholas Ray                        | David Weisbart                                | SUA               |
| Cel mai bun film din orice sursă | Shadow                                           | Jerzy Kawalerowicz                  |                                               | Polonia           |
| Cel mai bun film din orice sursă | Smiles of a Summer Night                         | Ingmar Bergman                      | Allan Ekelund                                 | Suedia            |
| Cel mai bun film din orice sursă | A Town Like Alice                                | Jack Lee                            | Joseph Janni                                  | UK                |
| Cel mai bun film din orice sursă | The Trouble with Harry                           | Alfred Hitchcock                    | Alfred Hitchcock                              | SUA               |
| Cel mai bun film din orice sursă | War and Peace                                    | King Vidor                          | Dino De Laurentiis                            | Italia/SUA        |
| Cel mai bun film din orice sursă | Yield to the Night                               | J. Lee Thompson                     | Kenneth Harper                                | UK                |
| 1957 (Ediția 11)                 |                                                  |                                     |                                               |                   |
| Cel mai bun film din orice sursă | Podul de pe râul Kwai                            | David Lean                          | Sam Spiegel                                   | SUA/UK            |
| Cel mai bun film din orice sursă | 12 Angry Men                                     | Sidney Lumet                        | Henry Fonda Reginald Rose                     | SUA               |
| Cel mai bun film din orice sursă | 3:10 to Yuma                                     | Delmer Daves                        | David Heilweil                                | SUA               |
| Cel mai bun film din orice sursă | The Bachelor Party                               | Delbert Mann                        | Harold Hecht                                  | SUA               |
| Cel mai bun film din orice sursă | He Who Must Die                                  | Jules Dassin                        | Henri Bérard                                  | Italia/Franța     |
| Cel mai bun film din orice sursă | Edge of the City                                 | Martin Ritt                         | David Susskind                                | SUA               |
| Cel mai bun film din orice sursă | Heaven Knows, Mr. Allison                        | John Huston                         | Buddy Adler Eugene Frenke                     | SUA               |
| Cel mai bun film din orice sursă | Song of the Road (Pather Panchali)               | Satyajit Ray                        | Government of West Bengal                     | India             |
| Cel mai bun film din orice sursă | Paths of Glory                                   | Stanley Kubrick                     | Kirk Douglas James B. Harris Stanley Kubrick  | SUA               |
| Cel mai bun film din orice sursă | Gate of Lilacs                                   | René Clair                          | René Clair                                    | Franța/Italia     |
| Cel mai bun film din orice sursă | The Prince and the Showgirl                      | Laurence Olivier                    | Laurence Olivier                              | UK                |
| Cel mai bun film din orice sursă | The Shiralee                                     | Leslie Norman                       | Michael Balcon Jack Rix                       | UK                |
| Cel mai bun film din orice sursă | That Night!                                      | John Newland                        | Himan Brown                                   | SUA               |
| Cel mai bun film din orice sursă | The Tin Star                                     | Anthony Mann                        | William Perlberg George Seaton                | SUA               |
| Cel mai bun film din orice sursă | A Man Escaped                                    | Robert Bresson                      | Alain Poiré Jean Thuillier                    | Franța            |
| Cel mai bun film din orice sursă | Windom's Way                                     | Ronald Neame                        | John Bryan                                    | UK                |
| 1958 (Ediția 12)                 |                                                  |                                     |                                               |                   |
| Cel mai bun film din orice sursă | Room at the Top                                  | Jack Clayton                        | James Woolf John Woolf                        | UK                |
| Cel mai bun film din orice sursă | The Unvanquished (Aparajito)                     | Satyajit Ray                        | Satyajit Ray                                  | India             |
| Cel mai bun film din orice sursă | Cat on a Hot Tin Roof                            | Richard Brooks                      | Lawrence Weingarten                           | SUA               |
| Cel mai bun film din orice sursă | The Defiant Ones                                 | Stanley Kramer                      | Stanley Kramer                                | SUA               |
| Cel mai bun film din orice sursă | Ice Cold in Alex                                 | J. Lee Thompson                     | W.A. Whittaker                                | UK                |
| Cel mai bun film din orice sursă | Indiscreet                                       | Stanley Donen                       | Stanley Donen                                 | UK                |
| Cel mai bun film din orice sursă | The Cranes are Flying                            | Mikhail Kalatozov                   | Mikhail Kalatozov                             | Uniunea Sovietică |
| Cel mai bun film din orice sursă | No Down Payment                                  | Martin Ritt                         | Jerry Wald                                    | SUA               |
| Cel mai bun film din orice sursă | Nights of Cabiria                                | Federico Fellini                    | Dino De Laurentiis                            | Italia            |
| Cel mai bun film din orice sursă | Orders to Kill                                   | Anthony Asquith                     | Anthony Havelock-Allan                        | UK                |
| Cel mai bun film din orice sursă | Sea of Sand                                      | Guy Green                           | Robert S. Baker Monty Berman                  | UK                |
| Cel mai bun film din orice sursă | The Sheepman                                     | George Marshall                     | Edmund Grainger                               | SUA               |
| Cel mai bun film din orice sursă | Wild Strawberries                                | Ingmar Bergman                      | Allan Ekelund                                 | Suedia            |
| Cel mai bun film din orice sursă | The Young Lions                                  | Edward Dmytryk                      | Al Lichtman                                   | SUA               |
| 1959 (Ediția 13)                 |                                                  |                                     |                                               |                   |
| Cel mai bun film din orice sursă | Ben-Hur                                          | William Wyler                       | Sam Zimbalist                                 | SUA               |
| Cel mai bun film din orice sursă | Anatomy of a Murder                              | Otto Preminger                      | Otto Preminger                                | SUA               |
| Cel mai bun film din orice sursă | The Face (US: The Magician)                      | Ingmar Bergman                      |                                               | Suedia            |
| Cel mai bun film din orice sursă | The Big Country                                  | William Wyler                       | Gregory Peck William Wyler                    | SUA               |
| Cel mai bun film din orice sursă | Compulsion                                       | Richard Fleischer                   | Richard D. Zanuck                             | SUA               |
| Cel mai bun film din orice sursă | Gigi                                             | Vincente Minnelli                   | Arthur Freed                                  | SUA               |
| Cel mai bun film din orice sursă | Look Back in Anger                               | Tony Richardson                     | Harry Saltzman                                | UK                |
| Cel mai bun film din orice sursă | Maigret Sets a Trap                              | Jean Delannoy                       | J.P. Guibert                                  | Franța            |
| Cel mai bun film din orice sursă | North West Frontier                              | J. Lee Thompson                     | Marcel Hellman                                | UK                |
| Cel mai bun film din orice sursă | The Nun's Story                                  | Fred Zinnemann                      | Henry Blanke                                  | SUA               |
| Cel mai bun film din orice sursă | Ashes and Diamonds                               | Andrzej Wajda                       |                                               | Polonia           |
| Cel mai bun film din orice sursă | Sapphire                                         | Basil Dearden                       | Michael Relph                                 | UK                |
| Cel mai bun film din orice sursă | Some Like It Hot                                 | Billy Wilder                        | Billy Wilder                                  | SUA               |
| Cel mai bun film din orice sursă | Tiger Bay                                        | J. Lee Thompson                     | John Hawkesworth Leslie Parkyn Julian Wintle  | UK                |
| Cel mai bun film din orice sursă | Yesterday's Enemy                                | Val Guest                           | Michael Carreras                              | UK                |

## Anii 1960
| Categorie                        | Film                                      | Regizor(i)                 | Producător(i)                                                              | Țară                            |
| -------------------------------- | ----------------------------------------- | -------------------------- | -------------------------------------------------------------------------- | ------------------------------- |
| 1960 (Ediția 14)                 |                                           |                            |                                                                            |                                 |
| Cel mai bun film din orice sursă | Apartamentul                              | Billy Wilder               | Billy Wilder                                                               | SUA                             |
| Cel mai bun film din orice sursă | Cele patru sute de lovituri               | François Truffaut          |                                                                            | Franța                          |
| Cel mai bun film din orice sursă | The Angry Silence                         | Guy Green                  | Richard Attenborough Bryan Forbes                                          | UK                              |
| Cel mai bun film din orice sursă | Aventura                                  | Michelangelo Antonioni     | Cino Del Duca Raymond Hakim Robert Hakim Amato Pennasilico Luciano Perugia | Italia/Franța                   |
| Cel mai bun film din orice sursă | La Dolce Vita                             | Federico Fellini           | Giuseppe Amato Angelo Rizzoli                                              | Italia/Franța                   |
| Cel mai bun film din orice sursă | Elmer Gantry                              | Richard Brooks             | Bernard Smith                                                              | SUA                             |
| Cel mai bun film din orice sursă | Hiroshima dragostea mea                   | Alain Resnais              | Anatole Dauman Samy Halfon                                                 | Franța/Japonia                  |
| Cel mai bun film din orice sursă | Procesul maimuțelor                       | Stanley Kramer             | Stanley Kramer                                                             | SUA                             |
| Cel mai bun film din orice sursă | Let's Make Love                           | George Cukor               | Jerry Wald                                                                 | SUA                             |
| Cel mai bun film din orice sursă | Orfeu Negru                               | Marcel Camus               | Sacha Gordine                                                              | Franța/Italia/Brazilia          |
| Cel mai bun film din orice sursă | Never on Sunday                           | Jules Dassin               |                                                                            | Greece                          |
| Cel mai bun film din orice sursă | Saturday Night and Sunday Morning         | Karel Reisz                | Tony Richardson                                                            | UK                              |
| Cel mai bun film din orice sursă | Shadows                                   | John Cassavetes            | Maurice McEndree                                                           | SUA                             |
| Cel mai bun film din orice sursă | Spartacus                                 | Stanley Kubrick            | Edward Lewis                                                               | SUA                             |
| Cel mai bun film din orice sursă | The Testament of Orpheus                  | Jean Cocteau               | Jean Thuillier                                                             | Franța                          |
| Cel mai bun film din orice sursă | Procesele lui Oscar Wilde                 | Ken Hughes                 | Irving Allen Albert R. Broccoli Harold Huth                                | UK                              |
| Cel mai bun film din orice sursă | Tunes of Glory                            | Ronald Neame               | Colin Lesslie                                                              | UK                              |
| 1961 (Ediția 15)                 |                                           |                            |                                                                            |                                 |
| Cel mai bun film din orice sursă | Ballad of a Soldier                       | Grigori Chukhrai           | M. Chernova                                                                | Uniunea Sovietică               |
| Cel mai bun film din orice sursă | The Hustler                               | Robert Rossen              | Robert Rossen                                                              | SUA                             |
| Cel mai bun film din orice sursă | The World of Apu                          | Satyajit Ray               | Satyajit Ray                                                               | India                           |
| Cel mai bun film din orice sursă | Inocenții                                 | Jack Clayton               | Jack Clayton                                                               | UK                              |
| Cel mai bun film din orice sursă | Procesul de la Nurnberg                   | Stanley Kramer             | Stanley Kramer                                                             | SUA                             |
| Cel mai bun film din orice sursă | The Long and the Short and the Tall       | Leslie Norman              | Michael Balcon                                                             | UK                              |
| Cel mai bun film din orice sursă | Rocco și frații săi                       | Luchino Visconti           | Goffredo Lombardo                                                          | Italia                          |
| Cel mai bun film din orice sursă | Ferma din câmpie                          | Fred Zinnemann             | Gerry Blatner                                                              | UK                              |
| Cel mai bun film din orice sursă | A Taste of Honey                          | Tony Richardson            | Tony Richardson                                                            | UK                              |
| Cel mai bun film din orice sursă | The Hole (Le Trou; US: The Night Watch)   | Jacques Becker             | Serge Silberman                                                            | Franța                          |
| Cel mai bun film din orice sursă | Whistle Down the Wind                     | Bryan Forbes               | Richard Attenborough                                                       | UK                              |
| 1962 (Ediția 16)                 |                                           |                            |                                                                            |                                 |
| Cel mai bun film din orice sursă | Lawrence al Arabiei                       | David Lean                 | Sam Spiegel                                                                | SUA/UK                          |
| Cel mai bun film din orice sursă | Last Year at Marienbad                    | Alain Resnais              | Pierre Courau Raymond Froment                                              | Franța/Italia                   |
| Cel mai bun film din orice sursă | Billy Budd                                | Peter Ustinov              | Peter Ustinov                                                              | UK                              |
| Cel mai bun film din orice sursă | The Elusive Corporal (Le Caporal épinglé) | Jean Renoir                | Adry De Carbuccia Roland Girard                                            | Franța                          |
| Cel mai bun film din orice sursă | The Lady with the Dog                     | Iosif Kheifits             |                                                                            | Uniunea Sovietică               |
| Cel mai bun film din orice sursă | Insula                                    | Kaneto Shindō              |                                                                            | Japonia                         |
| Cel mai bun film din orice sursă | Jules and Jim                             | François Truffaut          |                                                                            | Franța                          |
| Cel mai bun film din orice sursă | A Kind of Loving                          | John Schlesinger           | Joseph Janni                                                               | UK                              |
| Cel mai bun film din orice sursă | The L-Shaped Room                         | Bryan Forbes               | Richard Attenborough James Woolf                                           | UK                              |
| Cel mai bun film din orice sursă | Lola                                      | Jacques Demy               | Georges de Beauregard Carlo Ponti                                          | Franța/Italia                   |
| Cel mai bun film din orice sursă | Candidatul manciurian                     | John Frankenheimer         | George Axelrod John Frankenheimer                                          | SUA                             |
| Cel mai bun film din orice sursă | The Miracle Worker                        | Arthur Penn                | Fred Coe                                                                   | SUA                             |
| Cel mai bun film din orice sursă | Only Two Can Play                         | Sidney Gilliat             | Leslie Gilliat                                                             | UK                              |
| Cel mai bun film din orice sursă | Phaedra                                   | Jules Dassin               | Jules Dassin                                                               | Greece                          |
| Cel mai bun film din orice sursă | Through a Glass Darkly                    | Ingmar Bergman             | Allan Ekelund                                                              | Sweden                          |
| Cel mai bun film din orice sursă | Thou Shalt Not Kill                       | Claude Autant-Lara         | Moris Ergas                                                                | Italia/Yugoslavia/ Lichtenstein |
| Cel mai bun film din orice sursă | The Long Absence                          | Henri Colpi                |                                                                            | Franța/Italia                   |
| Cel mai bun film din orice sursă | Poveste din cartierul de vest             | Jerome Robbins Robert Wise | Robert Wise                                                                | SUA                             |
| 1963 (Ediția 17)                 |                                           |                            |                                                                            |                                 |
| Cel mai bun film din orice sursă | Tom Jones                                 | Tony Richardson            | Tony Richardson                                                            | UK                              |
| Cel mai bun film din orice sursă | 8½                                        | Federico Fellini           | Angelo Rizzoli                                                             | Italia                          |
| Cel mai bun film din orice sursă | Billy Liar                                | John Schlesinger           | Joseph Janni                                                               | UK                              |
| Cel mai bun film din orice sursă | David and Lisa                            | Frank Perry                | Paul M. Heller                                                             | SUA                             |
| Cel mai bun film din orice sursă | Days of Wine and Roses                    | Blake Edwards              | Martin Manulis                                                             | SUA                             |
| Cel mai bun film din orice sursă | Divorce, Italian Style                    | Pietro Germi               | Franco Cristaldi                                                           | Italia                          |
| Cel mai bun film din orice sursă | Hud                                       | Martin Ritt                | Irving Ravetch Martin Ritt                                                 | SUA                             |
| Cel mai bun film din orice sursă | Knife in the Water                        | Roman Polanski             | Stanislaw Zylewicz                                                         | Poland                          |
| Cel mai bun film din orice sursă | The Four Days of Naples                   | Nanni Loy                  | Goffredo Lombardo                                                          | Italia                          |
| Cel mai bun film din orice sursă | The Servant                               | Joseph Losey               | Joseph Losey Norman Priggen                                                | UK                              |
| Cel mai bun film din orice sursă | This Sporting Life                        | Lindsay Anderson           | Karel Reisz                                                                | UK                              |
| Cel mai bun film din orice sursă | Să ucizi o pasăre cântătoare              | Robert Mulligan            | Alan J. Pakula                                                             | SUA                             |
| 1964 (Ediția 18)                 |                                           |                            |                                                                            |                                 |
| Cel mai bun film din orice sursă | Dr. Strangelove                           | Stanley Kubrick            | Stanley Kubrick                                                            | SUA/UK                          |
| Cel mai bun film din orice sursă | Becket                                    | Peter Glenville            | Hal B. Wallis                                                              | UK                              |
| Cel mai bun film din orice sursă | The Pumpkin Eater                         | Jack Clayton               | James Woolf                                                                | UK                              |
| Cel mai bun film din orice sursă | Trenul                                    | John Frankenheimer         | Jules Bricken                                                              | UK                              |
| 1965 (Ediția 19)                 |                                           |                            |                                                                            |                                 |
| Cel mai bun film din orice sursă | My Fair Lady                              | George Cukor               | Jack L. Warner                                                             | SUA                             |
| Cel mai bun film din orice sursă | Hamlet                                    | Grigori Kozintsev          |                                                                            | Uniunea Sovietică               |
| Cel mai bun film din orice sursă | The Hill                                  | Sidney Lumet               | Kenneth Hyman                                                              | UK                              |
| Cel mai bun film din orice sursă | The Knack ...and How to Get It            | Richard Lester             | Oscar Lewenstein                                                           | UK                              |
| Cel mai bun film din orice sursă | Zorba Grecul                              | Michael Cacoyannis         | Michael Cacoyannis                                                         | Greece/SUA                      |
| 1966 (Ediția 20)                 |                                           |                            |                                                                            |                                 |
| Cel mai bun film din orice sursă | Cui i-e frica de Virginia Woolf?          | Mike Nichols               | Ernest Lehman                                                              | SUA                             |
| Cel mai bun film din orice sursă | Doctor Zhivago                            | David Lean                 | David Lean Carlo Ponti                                                     | UK/Italia                       |
| Cel mai bun film din orice sursă | Morgan – A Suitable Case for Treatment    | Karel Reisz                | Leon Clore                                                                 | UK                              |
| Cel mai bun film din orice sursă | The Spy Who Came in From The Cold         | Martin Ritt                | Martin Ritt                                                                | UK                              |
| 1967 (Ediția 21)                 |                                           |                            |                                                                            |                                 |
| Cel mai bun film din orice sursă | Un om pentru eternitate                   | Fred Zinnemann             | Fred Zinnemann                                                             | UK                              |
| Cel mai bun film din orice sursă | Bonnie și Clyde                           | Arthur Penn                | Warren Beatty                                                              | SUA                             |
| Cel mai bun film din orice sursă | În arșița nopții                          | Norman Jewison             | Walter Mirisch                                                             | SUA                             |
| Cel mai bun film din orice sursă | Un bărbat și o femeie                     | Claude Lelouch             |                                                                            | Franța                          |
| 1968 (Ediția 22)                 |                                           |                            |                                                                            |                                 |
| Cel mai bun film                 | Absolventul                               | Mike Nichols               | Mike Nichols                                                               | SUA                             |
| Cel mai bun film                 | 2001: A Space Odyssey                     | Stanley Kubrick            | Stanley Kubrick                                                            | SUA/UK                          |
| Cel mai bun film                 | Oliver!                                   | Carol Reed                 | John Woolf                                                                 | UK                              |
| Cel mai bun film                 | Trenuri bine păzite                       | Jiří Menzel                | Dr. Zdenek Oves                                                            | Czechoslovakia                  |
| 1969 (Ediția 23)                 |                                           |                            |                                                                            |                                 |
| Cel mai bun film                 | Cowboyul de la miezul nopții              | John Schlesinger           | Jerome Hellman                                                             | SUA                             |
| Cel mai bun film                 | Oh! What a Lovely War                     | Richard Attenborough       | Richard Attenborough Brian Duffy                                           | UK                              |
| Cel mai bun film                 | Women in Love                             | Ken Russell                | Larry Kramer                                                               | UK                              |
| Cel mai bun film                 | Z                                         | Costa Gavras               |                                                                            | Franța                          |

## Anii 1970
| Categorie        | Film                               | Regizor(i)           | Producător(i)                                              | Țară                           |
| ---------------- | ---------------------------------- | -------------------- | ---------------------------------------------------------- | ------------------------------ |
| 1970 (Ediția 24) |                                    |                      |                                                            |                                |
| Cel mai bun film | Butch Cassidy and the Sundance Kid | George Roy Hill      | John Foreman                                               | SUA                            |
| Cel mai bun film | Kes                                | Kenneth Loach        | Tony Garnett                                               | UK                             |
| Cel mai bun film | M*A*S*H                            | Robert Altman        | Ingo Preminger                                             | SUA                            |
| Cel mai bun film | Ryan's Daughter                    | David Lean           | Anthony Havelock-Allan                                     | UK                             |
| 1971 (Ediția 25) |                                    |                      |                                                            |                                |
| Cel mai bun film | Duminica însângerată               | John Schlesinger     | Joseph Janni                                               | UK                             |
| Cel mai bun film | Mesagerul                          | Joseph Losey         | John Heyman Denis Johnson Norman Priggen                   | UK                             |
| Cel mai bun film | Moarte la Veneția                  | Luchino Visconti     | Luchino Visconti                                           | Italia/Franța                  |
| Cel mai bun film | Desprinderea                       | Miloš Forman         | Alfred W. Crown                                            | SUA                            |
| 1972 (Ediția 26) |                                    |                      |                                                            |                                |
| Cel mai bun film | Cabaret                            | Bob Fosse            | Cy Feuer                                                   | SUA                            |
| Cel mai bun film | Portocala mecanică                 | Stanley Kubrick      | Stanley Kubrick                                            | SUA/UK                         |
| Cel mai bun film | Filiera Franceză                   | William Friedkin     | Philip D'Antoni                                            | SUA                            |
| Cel mai bun film | Ultimul spectacol cinematografic   | Peter Bogdanovich    | Stephen J. Friedman                                        | SUA                            |
| 1973 (Ediția 27) |                                    |                      |                                                            |                                |
| Cel mai bun film | Day for Night                      | François Truffaut    | Marcel Berbert                                             | Franța/Italia                  |
| Cel mai bun film | Ziua șacalului                     | Fred Zinnemann       | John Woolf                                                 | UK/Franța                      |
| Cel mai bun film | Farmecul discret al burgheziei     | Luis Buñuel          | Serge Silberman                                            | Franța/Italia/Spania           |
| Cel mai bun film | Don't Look Now                     | Nicolas Roeg         | Peter Katz                                                 | Italia/UK                      |
| 1974 (Ediția 28) |                                    |                      |                                                            |                                |
| Cel mai bun film | Lacombe Lucien                     | Louis Malle          | Louis Malle Claude Nedjar                                  | Franța/Germania de Vest/Italia |
| Cel mai bun film | Chinatown                          | Roman Polanski       | Robert Evans                                               | SUA                            |
| Cel mai bun film | The Last Detail                    | Hal Ashby            | Gerald Ayres                                               | SUA                            |
| Cel mai bun film | Crima din Orient Express           | Sidney Lumet         | John Brabourne Richard B. Goodwin                          | UK                             |
| 1975 (Ediția 29) |                                    |                      |                                                            |                                |
| Cel mai bun film | Alice nu mai locuieste aici        | Martin Scorsese      | Audrey Maas David Susskind                                 | SUA                            |
| Cel mai bun film | Barry Lyndon                       | Stanley Kubrick      | Stanley Kubrick                                            | SUA/UK                         |
| Cel mai bun film | După-amiază de câine               | Sidney Lumet         | Martin Bregman Martin Elfand                               | SUA                            |
| Cel mai bun film | Fălci                              | Steven Spielberg     | David Brown Richard D. Zanuck                              | SUA                            |
| 1976 (Ediția 30) |                                    |                      |                                                            |                                |
| Cel mai bun film | Zbor deasupra unui cuib de cuci    | Miloš Forman         | Michael Douglas Saul Zaentz                                | SUA                            |
| Cel mai bun film | Toți oamenii președintelui         | Alan J. Pakula       | Walter Coblenz                                             | SUA                            |
| Cel mai bun film | Bugsy Malone                       | Alan Parker          | Alan Marshall                                              | UK                             |
| Cel mai bun film | Taxi Driver                        | Martin Scorsese      | Julia Phillips Michael Phillips                            | SUA                            |
| 1977 (Ediția 31) |                                    |                      |                                                            |                                |
| Cel mai bun film | Annie Hall                         | Woody Allen          | Charles H. Joffe Jack Rollins                              | SUA                            |
| Cel mai bun film | Un pod prea îndepărtat             | Richard Attenborough | Joseph E. Levine Richard P. Levine                         | UK/SUA                         |
| Cel mai bun film | Rețeaua                            | Sidney Lumet         | Howard Gottfried                                           | SUA                            |
| Cel mai bun film | Rocky                              | John G. Avildsen     | Robert Chartoff Irwin Winkler                              | SUA                            |
| 1978 (Ediția 32) |                                    |                      |                                                            |                                |
| Cel mai bun film | Julia                              | Fred Zinnemann       | Richard Roth                                               | SUA                            |
| Cel mai bun film | Întâlnire de gradul trei           | Steven Spielberg     | Julia Phillips Michael Phillips                            | SUA                            |
| Cel mai bun film | Midnight Express                   | Alan Parker          | Alan Marshall David Puttnam                                | SUA/UK                         |
| Cel mai bun film | Star Wars                          | George Lucas         | Gary Kurtz                                                 | SUA                            |
| 1979 (Ediția 33) |                                    |                      |                                                            |                                |
| Cel mai bun film | Manhattan                          | Woody Allen          | Charles H. Joffe                                           | SUA                            |
| Cel mai bun film | Apocalipsul acum                   | Francis Coppola      | Francis Coppola                                            | SUA                            |
| Cel mai bun film | Sindromul chinezesc                | James Bridges        | Michael Douglas                                            | SUA                            |
| Cel mai bun film | Vânătorul de cerbi                 | Michael Cimino       | Michael Cimino Michael Deeley John Peverall Barry Spikings | SUA                            |

## Anii 1980
| Categorie        | Film                                       | Regizor(i)           | Producător(i)                                  | Țară                       |
| ---------------- | ------------------------------------------ | -------------------- | ---------------------------------------------- | -------------------------- |
| 1980 (Ediția 34) |                                            |                      |                                                |                            |
| Cel mai bun film | Omul elefant                               | David Lynch          | Jonathan Sanger                                | SUA                        |
| Cel mai bun film | Un grădinar face carieră                   | Hal Ashby            | Andrew Braunsberg                              | SUA                        |
| Cel mai bun film | Kagemusha                                  | Akira Kurosawa       | Akira Kurosawa                                 | Japonia                    |
| Cel mai bun film | Kramer vs. Kramer                          | Robert Benton        | Stanley R. Jaffe                               | SUA                        |
| 1981 (Ediția 35) |                                            |                      |                                                |                            |
| Cel mai bun film | Carele de foc                              | Hugh Hudson          | David Puttnam                                  | UK                         |
| Cel mai bun film | Atlantic City                              | Louis Malle          | Denis Héroux John Kemeny                       | SUA/Canada/ Franța         |
| Cel mai bun film | Iubita locotenentului francez              | Karel Reisz          | Leon Clore                                     | UK                         |
| Cel mai bun film | Gregory's Girl                             | Bill Forsyth         | Davina Belling Clive Parsons                   | UK                         |
| Cel mai bun film | Indiana Jones și Căutătorii arcei pierdute | Steven Spielberg     | Frank Marshall                                 | SUA                        |
| 1982 (Ediția 36) |                                            |                      |                                                |                            |
| Cel mai bun film | Gandhi                                     | Richard Attenborough | Richard Attenborough                           | UK/US/India                |
| Cel mai bun film | E.T. Extraterestrul                        | Steven Spielberg     | Kathleen Kennedy Steven Spielberg              | SUA                        |
| Cel mai bun film | Dispărutul                                 | Costa Gavras         | Edward Lewis Mildred Lewis                     | SUA                        |
| Cel mai bun film | Pe heleșteul auriu                         | Mark Rydell          | Bruce Gilbert                                  | SUA                        |
| 1983 (Ediția 37) |                                            |                      |                                                |                            |
| Cel mai bun film | Meditațiile Ritei                          | Lewis Gilbert        | Lewis Gilbert                                  | UK                         |
| Cel mai bun film | Arșiță și colb                             | James Ivory          | Ismail Merchant                                | UK                         |
| Cel mai bun film | Erou local                                 | Bill Forsyth         | David Puttnam                                  | UK                         |
| Cel mai bun film | Tootsie                                    | Sydney Pollack       | Sydney Pollack Dick Richards                   | SUA                        |
| 1984 (Ediția 38) |                                            |                      |                                                |                            |
| Cel mai bun film | Câmpiile morții                            | Roland Joffé         | David Puttnam                                  | UK                         |
| Cel mai bun film | Garderobierul                              | Peter Yates          | Ronald Harwood Peter Yates                     | UK                         |
| Cel mai bun film | Paris, Texas                               | Wim Wenders          | Anatole Dauman Don Guest                       | Franța/Germania de Vest    |
| Cel mai bun film | Porcul regal                               | Malcolm Mowbray      | Mark Shivas                                    | UK                         |
| 1985 (Ediția 39) |                                            |                      |                                                |                            |
| Cel mai bun film | Trandafirul roșu din Cairo                 | Woody Allen          | Robert Greenhut Woody Allen                    | SUA                        |
| Cel mai bun film | Amadeus                                    | Miloš Forman         | Saul Zaentz Miloš Forman                       | SUA                        |
| Cel mai bun film | Înapoi în viitor                           | Robert Zemeckis      | Neil Canton Bob Gale Robert Zemeckis           | SUA                        |
| Cel mai bun film | Călătorie în India                         | David Lean           | John Brabourne Richard B. Goodwin David Lean   | UK                         |
| Cel mai bun film | Martorul                                   | Peter Weir           | Edward S. Feldman Peter Weir                   | SUA                        |
| 1986 (Ediția 40) |                                            |                      |                                                |                            |
| Cel mai bun film | Cameră cu priveliște                       | James Ivory          | Ismail Merchant James Ivory                    | UK                         |
| Cel mai bun film | Hannah și surorile ei                      | Woody Allen          | Robert Greenhut Woody Allen                    | SUA                        |
| Cel mai bun film | Misiunea                                   | Roland Joffé         | Fernando Ghia David Puttnam Roland Joffé       | UK                         |
| Cel mai bun film | Mona Lisa                                  | Neil Jordan          | Patrick Cassavetti Stephen Woolley Neil Jordan | UK                         |
| 1987 (Ediția 41) |                                            |                      |                                                |                            |
| Cel mai bun film | Jean de Florette                           | Claude Berri         | Claude Berri                                   | Franța/ Elveția/Italia     |
| Cel mai bun film | Strigătul libertății                       | Richard Attenborough | Richard Attenborough                           | UK                         |
| Cel mai bun film | Glorie și speranță                         | John Boorman         | John Boorman                                   | UK                         |
| Cel mai bun film | Zilele radioului                           | Woody Allen          | Robert Greenhut                                | SUA                        |
| 1988 (Ediția 42) |                                            |                      |                                                |                            |
| Cel mai bun film | Ultimul împărat                            | Bernardo Bertolucci  | Jeremy Thomas Bernardo Bertolucci              | Italia/China/UK/Franța/SUA |
| Cel mai bun film | La revedere, copii                         | Louis Malle          | Louis Malle                                    | Franța/Germania de Vest    |
| Cel mai bun film | Festinul Babettei                          | Gabriel Axel         | Just Betzer Bo Christensen                     | Danemarca                  |
| Cel mai bun film | Un peștișor pe nume Wanda                  | Charles Crichton     | Michael Shamberg                               | UK/SUA                     |
| 1989 (Ediția 43) |                                            |                      |                                                |                            |
| Cel mai bun film | Cercul poeților dispăruți                  | Peter Weir           | Steven Haft Paul Junger Witt Tony Thomas       | SUA                        |
| Cel mai bun film | Piciorul meu stâng                         | Jim Sheridan         | Noel Pearson                                   | Irlanda/UK                 |
| Cel mai bun film | Shirley Valentine                          | Lewis Gilbert        | Lewis Gilbert                                  | UK/SUA                     |
| Cel mai bun film | Când Harry a întîlnit-o pe Sally           | Rob Reiner           | Rob Reiner Andrew Scheinman                    | SUA                        |

## Anii 1990
| Categorie        | Film                          | Regizor(i)           | Producător(i)                                                           | Țară                            |
| ---------------- | ----------------------------- | -------------------- | ----------------------------------------------------------------------- | ------------------------------- |
| 1990 (Ediția 44) |                               |                      |                                                                         |                                 |
| Cel mai bun film | Băieți buni                   | Martin Scorsese      | Robert Chartoff Irwin Winkler                                           | SUA                             |
| Cel mai bun film | Delicte și fărădelegi         | Woody Allen          | Robert Greenhut                                                         | SUA                             |
| Cel mai bun film | Șoferul Doamnei Daisy         | Bruce Beresford      | Lili Fini Zanuck Richard D. Zanuck                                      | SUA                             |
| Cel mai bun film | Frumușica                     | Garry Marshall       | Arnon Milchan Steven Reuther                                            | SUA                             |
| 1991 (Ediția 45) |                               |                      |                                                                         |                                 |
| Cel mai bun film | The Commitments               | Alan Parker          | Lynda Myles Roger Randall-Cutler                                        | Irlanda/UK/SUA                  |
| Cel mai bun film | Cel care dansează cu lupii    | Kevin Costner        | Kevin Costner Jim Wilson                                                | SUA/UK                          |
| Cel mai bun film | Tăcerea mieilor               | Jonathan Demme       | Ron Bozman Edward Saxon Kenneth Utt                                     | SUA                             |
| Cel mai bun film | Thelma și Louise              | Ridley Scott         | Mimi Polk Gitlin                                                        | SUA                             |
| 1992 (Ediția 46) |                               |                      |                                                                         |                                 |
| Cel mai bun film | Întoarcere la Howards End     | James Ivory          | Ismail Merchant                                                         | UK                              |
| Cel mai bun film | The Crying Game               | Neil Jordan          | Stephen Woolley                                                         | UK/Japonia                      |
| Cel mai bun film | Jucătorul                     | Robert Altman        | David Brown Michael Tolkin Nick Wechsler                                | SUA                             |
| Cel mai bun film | Dansuri de societate          | Baz Luhrmann         | Tristram Miall                                                          | Australia                       |
| Cel mai bun film | Necruțătorul                  | Clint Eastwood       | Clint Eastwood                                                          | SUA                             |
| 1993 (Ediția 47) |                               |                      |                                                                         |                                 |
| Cel mai bun film | Lista lui Schinler            | Steven Spielberg     | Branko Lustig Gerald R. Molen Steven Spielberg                          | SUA                             |
| Cel mai bun film | Pianul                        | Jane Campion         | Jan Chapman                                                             | Noua Zeelandă/ Australia/Franța |
| Cel mai bun film | Rămășițele zilei              | James Ivory          | John Calley Ismail Merchant Mike Nichols James Ivory                    | UK/SUA                          |
| Cel mai bun film | Tărâmul umbrelor              | Richard Attenborough | Richard Attenborough Brian Eastman                                      | UK                              |
| 1994 (Ediția 48) |                               |                      |                                                                         |                                 |
| Cel mai bun film | Patru nunți și o înmormântare | Mike Newell          | Duncan Kenworthy                                                        | UK                              |
| Cel mai bun film | Forrest Gump                  | Robert Zemeckis      | Wendy Finerman Steve Starkey Steve Tisch                                | SUA                             |
| Cel mai bun film | Pulp Fiction                  | Quentin Tarantino    | Lawrence Bender                                                         | SUA                             |
| Cel mai bun film | Quiz Show                     | Robert Redford       | Michael Jacobs Julian Krainin Michael Nozik                             | SUA                             |
| 1995 (Ediția 49) |                               |                      |                                                                         |                                 |
| Cel mai bun film | Rațiune și simțire            | Ang Lee              | Lindsay Doran                                                           | SUA                             |
| Cel mai bun film | Babe                          | Chris Noonan         | Bill Miller George Miller Doug Mitchell                                 | Australia/SUA                   |
| Cel mai bun film | Nebunia regelui George        | Nicholas Hytner      | Stephen Evans David Parfitt                                             | UK                              |
| Cel mai bun film | Suspecți de serviciu          | Bryan Singer         | Michael McDonnell                                                       | SUA                             |
| 1996 (Ediția 50) |                               |                      |                                                                         |                                 |
| Cel mai bun film | Pacientul englez              | Anthony Minghella    | Saul Zaentz                                                             | SUA                             |
| Cel mai bun film | Fargo                         | Joel Coen            | Ethan Coen                                                              | SUA                             |
| Cel mai bun film | Secrete și minciuni           | Mike Leigh           | Simon Channing-Williams                                                 | UK                              |
| Cel mai bun film | Strălucire                    | Scott Hicks          | Jane Scott                                                              | Australia                       |
| 1997 (Ediția 51) |                               |                      |                                                                         |                                 |
| Cel mai bun film | Gol pușcă                     | Peter Cattaneo       | Uberto Pasolini                                                         | UK                              |
| Cel mai bun film | L.A. Confidential             | Curtis Hanson        | Curtis Hanson Arnon Milchan Michael Nathanson                           | SUA                             |
| Cel mai bun film | Mrs Brown                     | John Madden          | Sarah Curtis                                                            | UK/Irlanda/SUA                  |
| Cel mai bun film | Titanic                       | James Cameron        | James Cameron Jon Landau                                                | SUA                             |
| 1998 (Ediția 52) |                               |                      |                                                                         |                                 |
| Cel mai bun film | Shakespeare îndrăgostit       | John Madden          | Donna Gigliotti Marc Norman David Parfitt Harvey Weinstein Edward Zwick | SUA                             |
| Cel mai bun film | Elizabeth                     | Shekhar Kapur        | Tim Bevan Eric Fellner Alison Owen                                      | UK                              |
| Cel mai bun film | Salvați soldatul Ryan         | Steven Spielberg     | Ian Bryce Mark Gordon Gary Levinsohn Steven Spielberg                   | SUA                             |
| Cel mai bun film | The Truman Show               | Peter Weir           | Edward S. Feldman Andrew Niccol Scott Rudin Adam Schroeder              | SUA                             |
| 1999 (Ediția 53) |                               |                      |                                                                         |                                 |
| Cel mai bun film | Frumusețe americană           | Sam Mendes           | Bruce Cohen Dan Jinks                                                   | SUA                             |
| Cel mai bun film | Orient în occident            | Damien O'Donnell     | Leslee Udwin                                                            | UK                              |
| Cel mai bun film | Sfârșitul aventurii           | Neil Jordan          | Neil Jordan Stephen Woolley                                             | UK/SUA                          |
| Cel mai bun film | Al șaselea simț               | M. Night Shyamalan   | Frank Marshall Kathleen Kennedy Barry Mendel                            | SUA                             |
| Cel mai bun film | Talentatul domn Ripley        | Anthony Minghella    | William Horberg Tom Sternberg                                           | SUA                             |

## Anii 2000
| Categorie        | Film                                        | Regizor(i)                       | Producător(i)                                              | Țară                                                   |
| ---------------- | ------------------------------------------- | -------------------------------- | ---------------------------------------------------------- | ------------------------------------------------------ |
| 2000 (Ediția 54) |                                             |                                  |                                                            |                                                        |
| Cel mai bun film | Gladiatorul                                 | Ridley Scott                     | David Franzoni Branko Lustig Douglas Wick                  | SUA/UK                                                 |
| Cel mai bun film | Aproape celebri                             | Cameron Crowe                    | Ian Bryce Cameron Crowe                                    | SUA                                                    |
| Cel mai bun film | Billy Elliot                                | Stephen Daldry                   | Greg Brenman Jon Finn                                      | UK                                                     |
| Cel mai bun film | Tigru și dragon                             | Ang Lee                          | Hsu Li-kong Bill Kong Ang Lee                              | Taiwan/Hong Kong/SUA/ China                            |
| Cel mai bun film | Erin Brockovich                             | Steven Soderbergh                | Danny DeVito Michael Shamberg Stacey Sher                  | SUA                                                    |
| 2001 (Ediția 55) |                                             |                                  |                                                            |                                                        |
| Cel mai bun film | Stăpânul Inelelor: Frăția Inelului          | Peter Jackson                    | Peter Jackson Barrie M. Osborne Tim Sanders Fran Walsh     | SUA/Noua Zeelandă                                      |
| Cel mai bun film | Amélie                                      | Jean-Pierre Jeunet               | Jean-Marc Deschamps Claudie Ossard                         | Franța/Germania                                        |
| Cel mai bun film | O minte sclipitoare                         | Ron Howard                       | Brian Grazer Ron Howard                                    | SUA                                                    |
| Cel mai bun film | Moulin Rouge!                               | Baz Luhrmann                     | Fred Baron Martin Brown Baz Luhrmann                       | Australia/SUA                                          |
| Cel mai bun film | Shrek                                       | Andrew Adamson Vicky Jenson      | Jeffrey Katzenberg Aron Warner John H. Williams            | SUA                                                    |
| 2002 (Ediția 56) |                                             |                                  |                                                            |                                                        |
| Cel mai bun film | Pianistul                                   | Roman Polanski                   | Robert Benmussa Roman Polanski Alain Sarde                 | Franța/Germania/UK/ Polonia                            |
| Cel mai bun film | Chicago                                     | Rob Marshall                     | Martin Richards                                            | SUA/Germania                                           |
| Cel mai bun film | Bandele din New York                        | Martin Scorsese                  | Alberto Grimaldi Harvey Weinstein                          | SUA                                                    |
| Cel mai bun film | Orele                                       | Stephen Daldry                   | Robert Fox Scott Rudin                                     | UK/SUA                                                 |
| Cel mai bun film | Stăpânul Inelelor: Cele două turnuri        | Peter Jackson                    | Peter Jackson Barrie M. Osborne Fran Walsh                 | SUA/Noua Zeelandă                                      |
| 2003 (Ediția 57) |                                             |                                  |                                                            |                                                        |
| Cel mai bun film | Stăpânul Inelelor: Întoarcerea Regelui      | Peter Jackson                    | Peter Jackson Barrie M. Osborne Fran Walsh                 | SUA/Noua Zeelandă                                      |
| Cel mai bun film | Peștele cel mare                            | Tim Burton                       | Bruce Cohen Dan Jinks Richard D. Zanuck                    | SUA                                                    |
| Cel mai bun film | Cold Mountain                               | Anthony Minghella                | Albert Berger William Horberg Sydney Pollack Ron Yerxa     | UK/SUA                                                 |
| Cel mai bun film | Rătăciți printre cuvinte                    | Sofia Coppola                    | Sofia Coppola Ross Katz                                    | SUA/Japonia                                            |
| Cel mai bun film | Master and Commander: La capătul Pământului | Peter Weir                       | Samuel Goldwyn Jr. Duncan Henderson Peter Weir             | UK/SUA                                                 |
| 2004 (Ediția 58) |                                             |                                  |                                                            |                                                        |
| Cel mai bun film | Aviatorul                                   | Martin Scorsese                  | Sandy Climan Charles Evans, Jr. Graham King Michael Mann   | SUA                                                    |
| Cel mai bun film | Strălucirea eternă a minții neprihănite     | Michel Gondry                    | Anthony Bregman Steve Golin                                | SUA                                                    |
| Cel mai bun film | În căutarea Tărâmului de Nicăieri           | Marc Forster                     | Nellie Bellflower Richard N. Gladstein                     | UK/SUA                                                 |
| Cel mai bun film | Jurnal de călătorie                         | Walter Salles                    | Michael Nozik Edgard Tenenbaum Karen Tenkhoff              | Brazilia/SUA/Germania/UK/ Argentina/Chile/Peru/ Franța |
| Cel mai bun film | Vera Drake                                  | Mike Leigh                       | Simon Channing-Williams Alain Sarde                        | UK/Franța                                              |
| 2005 (Ediția 59) |                                             |                                  |                                                            |                                                        |
| Cel mai bun film | Brokeback Mountain - O iubire secretă       | Ang Lee                          | Diana Ossana James Schamus                                 | SUA                                                    |
| Cel mai bun film | Capote                                      | Bennett Miller                   | Caroline Baron Michael Ohoven William Vince                | SUA/Canada                                             |
| Cel mai bun film | Prietenie absolută                          | Fernando Meirelles               | Simon Channing Williams                                    | UK/Germania                                            |
| Cel mai bun film | Povești din L.A.                            | Paul Haggis                      | Don Cheadle Cathy Schulman Bob Yari                        | SUA/Germania                                           |
| Cel mai bun film | Noapte bună și noroc!.                      | George Clooney                   | Grant Heslov                                               | SUA                                                    |
| 2006 (Ediția 60) |                                             |                                  |                                                            |                                                        |
| Cel mai bun film | Regina                                      | Stephen Frears                   | Tracey Seaward Christine Langan Andy Harries               | UK/Franța/Italia                                       |
| Cel mai bun film | Babel                                       | Alejandro González Iñárritu      | Alejandro González Iñárritu Jon Kilik Steve Golin          | SUA/Mexic/Franța                                       |
| Cel mai bun film | Cârtița                                     | Martin Scorsese                  | Brad Pitt Brad Grey Graham King                            | SUA                                                    |
| Cel mai bun film | Ultimul rege al Scoției                     | Kevin Macdonald                  | Andrea Calderwood Lisa Bryer Charles Steel                 | UK                                                     |
| Cel mai bun film | Fiecare se crede normal                     | Jonathan Dayton Valerie Faris    | David T. Friendly Peter Saraf Marc Turtletaub              | SUA                                                    |
| 2007 (Ediția 61) |                                             |                                  |                                                            |                                                        |
| Cel mai bun film | Remușcare                                   | Joe Wright                       | Tim Bevan, Eric Fellner, Paul Webster                      | UK                                                     |
| Cel mai bun film | American Gangster                           | Ridley Scott                     | Brian Grazer, Ridley Scott                                 | SUA                                                    |
| Cel mai bun film | Viețile altora                              | Florian Henckel von Donnersmarck | Quirin Berg, Max Wiedemann                                 | Germania                                               |
| Cel mai bun film | Nu există țară pentru bătrâni               | Joel and Ethan Coen              | Joel and Ethan Coen, Scott Rudin                           | SUA                                                    |
| Cel mai bun film | Va curge sânge                              | Paul Thomas Anderson             | JoAnne Sellar, Daniel Lupi                                 | SUA                                                    |
| 2008 (Ediția 62) |                                             |                                  |                                                            |                                                        |
| Cel mai bun film | Vagabondul milionar                         | Danny Boyle                      | Christian Colson                                           | UK                                                     |
| Cel mai bun film | Strania poveste a lui Benjamin Button       | David Fincher                    | Kathleen Kennedy, Frank Marshall, Ray Stark                | SUA                                                    |
| Cel mai bun film | Frost/Nixon                                 | Ron Howard                       | Ron Howard, Brian Grazer, Tim Bevan, Eric Fellner          | UK/SUA                                                 |
| Cel mai bun film | Milk                                        | Gus Van Sant                     | Dan Jinks, Bruce Cohen                                     | SUA                                                    |
| Cel mai bun film | Cititorul                                   | Stephen Daldry                   | Anthony Minghella, Sydney Pollack, Scott Rudin             | UK/Germania                                            |
| 2009 (Ediția 63) |                                             |                                  |                                                            |                                                        |
| Cel mai bun film | Misiuni periculoase                         | Kathryn Bigelow                  | Kathryn Bigelow, Mark Boal, Nicolas Chartier, Greg Shapiro | SUA                                                    |
| Cel mai bun film | Avatar                                      | James Cameron                    | James Cameron, Jon Landau                                  | UK/SUA                                                 |
| Cel mai bun film | O lecție de viață                           | Lone Scherfig                    | Finola Dwyer, Amanda Posey                                 | UK                                                     |
| Cel mai bun film | Precious                                    | Lee Daniels                      | Lee Daniels, Sarah Siegel-Magness, Gary Magness            | SUA                                                    |
| Cel mai bun film | Sus în aer                                  | Jason Reitman                    | Ivan Reitman, Jason Reitman, Daniel Dubiecki               | SUA                                                    |

## Anii 2010
| Categorie        | Film                                             | Regizor(i)            | Producător(i)                                                                          | Țară                        |
| ---------------- | ------------------------------------------------ | --------------------- | -------------------------------------------------------------------------------------- | --------------------------- |
| 2010 (Ediția 64) |                                                  |                       |                                                                                        |                             |
| Cel mai bun film | Discursul regelui                                | Tom Hooper            | Iain Canning, Emile Sherman, Gareth Unwin                                              | UK                          |
| Cel mai bun film | Lebăda neagră                                    | Darren Aronofsky      | Darren Aronofsky, Scott Franklin, Mike Medavoy, Arnold Messer, Brian Oliver            | SUA                         |
| Cel mai bun film | Începutul                                        | Christopher Nolan     | Christopher Nolan Emma Thomas                                                          | SUA                         |
| Cel mai bun film | Rețeaua de socializare                           | David Fincher         | David Fincher, Scott Rudin, Dana Brunetti, Michael De Luca, Ceán Chaffin, Kevin Spacey | SUA                         |
| Cel mai bun film | Adevăratul curaj                                 | Joel and Ethan Coen   | Joel and Ethan Coen, Scott Rudin                                                       | SUA                         |
| 2011 (Ediția 65) |                                                  |                       |                                                                                        |                             |
| Cel mai bun film | Artistul                                         | Michel Hazanavicius   | Thomas Langmann                                                                        | Franța                      |
| Cel mai bun film | Descendenții                                     | Alexander Payne       | Alexander Payne, Jim Taylor, Jim Burke                                                 | SUA                         |
| Cel mai bun film | Drive                                            | Nicolas Winding Refn  | Adam Siegel, Marc Platt                                                                | SUA                         |
| Cel mai bun film | Culoarea sentimentelor                           | Tate Taylor           | Brunson Green, Chris Columbus, Michael Barnathan                                       | SUA                         |
| Cel mai bun film | Un spion care știa prea multe                    | Tomas Alfredson       | Tim Bevan, Robyn Slovo, Eric Fellner                                                   | UK/Franța/Germania          |
| 2012 (Ediția 66) |                                                  |                       |                                                                                        |                             |
| Cel mai bun film | Argo                                             | Ben Affleck           | Grant Heslov, Ben Affleck, George Clooney                                              | SUA                         |
| Cel mai bun film | Mizerabilii                                      | Tom Hooper            | Tim Bevan, Eric Fellner, Debra Hayward, Cameron Mackintosh                             | UK                          |
| Cel mai bun film | Viața lui Pi                                     | Ang Lee               | Gil Netter, Ang Lee, David Womark                                                      | SUA/UK                      |
| Cel mai bun film | Lincoln                                          | Steven Spielberg      | Steven Spielberg, Kathleen Kennedy                                                     | SUA                         |
| Cel mai bun film | Misiunea: 00.30 A.M.                             | Kathryn Bigelow       | Mark Boal, Kathryn Bigelow, Megan Ellison                                              | SUA                         |
| 2013 (Ediția 67) |                                                  |                       |                                                                                        |                             |
| Cel mai bun film | 12 ani de sclavie                                | Steve McQueen         | Brad Pitt, Anthony Katagas, Dede Gardner, Jeremy Kleiner, Steve McQueen                | UK/SUA                      |
| Cel mai bun film | Țeapă în stil american                           | David O. Russell      | Charles Roven, Richard Suckle, Megan Ellison, Jonathan Gordon                          | SUA                         |
| Cel mai bun film | Căpitanul Phillips                               | Paul Greengrass       | Scott Rudin, Dana Brunetti, Michael De Luca                                            | SUA                         |
| Cel mai bun film | Gravity 3D: Misiune în spațiu                    | Alfonso Cuarón        | Alfonso Cuarón, David Heyman                                                           | UK/SUA                      |
| Cel mai bun film | Philomena                                        | Stephen Frears        | Gabrielle Tana, Steve Coogan, Tracey Seaward                                           | UK                          |
| 2014 (Ediția 68) |                                                  |                       |                                                                                        |                             |
| Cel mai bun film | Boyhood                                          | Richard Linklater     | Richard Linklater, Cathleen Sutherland                                                 | SUA                         |
| Cel mai bun film | Omul Pasăre sau Virtutea nesperată a ignoranței) | Alejandro G. Iñárritu | Alejandro G. Iñárritu, John Lesher, James W. Skotchdopole                              | SUA                         |
| Cel mai bun film | Hotel Grand Budapest                             | Wes Anderson          | Wes Anderson, Scott Rudin, Steven Rales, Jeremy Dawson                                 | SUA/UK/Germania             |
| Cel mai bun film | Jocul codurilor                                  | Morten Tyldum         | Nora Grossman, Ido Ostrowsky, Teddy Schwarzman                                         | UK/SUA                      |
| Cel mai bun film | Teoria întregului                                | James Marsh           | Tim Bevan, Eric Fellner, Lisa Bruce, Anthony McCarten                                  | UK                          |
| 2015 (Ediția 69) |                                                  |                       |                                                                                        |                             |
| Cel mai bun film | The Revenant: Legenda lui Hugh Glass             | Alejandro G. Iñárritu | Steve Golin, Alejandro G. Iñárritu, Arnon Milchan, Mary Parent, Keith Redmon           | SUA                         |
| Cel mai bun film | Brokerii apocalipsei                             | Adam McKay            | Dede Gardner, Jeremy Kleiner, Brad Pitt                                                | SUA                         |
| Cel mai bun film | Podul spionilor                                  | Steven Spielberg      | Kristie Macosko Krieger, Marc Platt, Steven Spielberg                                  | SUA                         |
| Cel mai bun film | Carol                                            | Todd Haynes           | Elizabeth Karlsen, Christine Vachon, Stephen Woolley                                   | UK/SUA                      |
| Cel mai bun film | Spotlight                                        | Tom McCarthy          | Blye Pagon Faust, Steve Golin, Nicole Rocklin, Michael Sugar                           | SUA                         |
| 2016 (Ediția 70) |                                                  |                       |                                                                                        |                             |
| Cel mai bun film | La La Land                                       | Damien Chazelle       | Fred Berger, Jordan Horowitz, Marc Platt                                               | SUA                         |
| Cel mai bun film | Primul Contact                                   | Denis Villeneuve      | Dan Levine, Shawn Levy, David Linde, Aaron Ryder                                       | SUA                         |
| Cel mai bun film | Eu, Daniel Blake                                 | Ken Loach             | Rebecca O'Brien                                                                        | UK/Franța/Belgia            |
| Cel mai bun film | Manchester by the Sea                            | Kenneth Lonergan      | Lauren Beck, Matt Damon, Chris Moore, Kimberly Steward, Kevin J. Walsh                 | SUA                         |
| Cel mai bun film | Moonlight                                        | Barry Jenkins         | Dede Gardner, Jeremy Kleiner, Adele Romanski                                           | SUA                         |
| 2017 (Ediția 71) |                                                  |                       |                                                                                        |                             |
| Cel mai bun film | Trei panouri publicitare lângă Ebbing, Missouri  | Martin McDonagh       | Graham Broadbent, Pete Czernin, Martin McDonagh '                                      | UK/SUA                      |
| Cel mai bun film | Spune-mi cum vrei                                | Luca Guadagnino       | Emilie Georges, Luca Guadagnino, Marco Morabito, Peter Spears                          | SUA/Italia/Franța/Brazilia  |
| Cel mai bun film | Darkest Hour. Ziua decisivă                      | Joe Wright            | Tim Bevan, Lisa Bruce, Eric Fellner, Anthony McCarten, Douglas Urbanski                | UK                          |
| Cel mai bun film | Dunkirk                                          | Christopher Nolan     | Christopher Nolan, Emma Thomas                                                         | UK/SUA/Franța/Țările de Jos |
| Cel mai bun film | Forma apei                                       | Guillermo del Toro    | Guillermo del Toro, J. Miles Dale                                                      | SUA                         |
| 2018 (Ediția 72) |                                                  |                       |                                                                                        |                             |
| Cel mai bun film | Roma                                             | Alfonso Cuarón        | Alfonso Cuarón, Gabriela Rodriguez, Nicolas Celis                                      | Mexico/SUA                  |
| Cel mai bun film | BlacKkKlansman                                   | Spike Lee             | Jason Blum, Spike Lee, Raymond Mansfield, Sean McKittrick, Jordan Peele, Shaun Redick  | SUA                         |
| Cel mai bun film | The Favourite                                    | Yorgos Lanthimos      | Cecil Dempsey, Ed Guiney, Lee Magiday, Yorgos Lanthimos                                | Irlanda/UK/SUA              |
| Cel mai bun film | Green Book                                       | Peter Farrelly        | Jim Burke, Brian Hayes Currie, Peter Farrelly, Nick Vallelonga, Charles B. Wessler     | SUA                         |
| Cel mai bun film | A Star is Born                                   | Bradley Cooper        | Bill Gerber, Lynette Howell Taylor                                                     | SUA                         |
| 2019 (Ediția 73) |                                                  |                       |                                                                                        |                             |
| Cel mai bun film | 1917                                             | Sam Mendes            | Pippa Harris, Callum McDougall, Sam Mendes, Jayne-Ann Tenggren                         | UK USA                      |
| Cel mai bun film | The Irishman                                     | Martin Scorsese       | Robert De Niro, Jane Rosenthal, Martin Scorsese, Emma Tillinger Koskoff                | USA                         |
| Cel mai bun film | Joker                                            | Todd Phillips         | Bradley Cooper, Todd Phillips, Emma Tillinger Koskoff                                  | USA                         |
| Cel mai bun film | Once Upon a Time in Hollywood                    | Quentin Tarantino     | David Heyman, Shannon McIntosh, Quentin Tarantino                                      | USA UK                      |
| Cel mai bun film | Parasite                                         | Bong Joon-ho          | Bong Joon-ho, Kwak Sin-ae                                                              | Coreea de Sud               |

## Anii 2020
| Categorie          | Film                                       | Regizor(i)                   | Producător(i)                                                                  | Țară                                                      |
| ------------------ | ------------------------------------------ | ---------------------------- | ------------------------------------------------------------------------------ | --------------------------------------------------------- |
| 2020 (Ediția 74)   |                                            |                              |                                                                                |                                                           |
| Cel mai bun film   | Nomadland                                  | Chloé Zhao                   | Frances McDormand Peter Spears Mollye Asher Dan Janvey Chloé Zhao              | USA                                                       |
| Cel mai bun film   | The Father                                 | Florian Zeller               | David Parfitt Jean-Louis Livi Philippe Carcassonne                             | UK                                                        |
| Cel mai bun film   | The Mauritanian                            | Kevin Macdonald              | Adam Ackland Leah Clarke Christine Holder Beatriz Levin Lloyd Levin            | UK USA                                                    |
| Cel mai bun film   | Promising Young Woman                      | Emerald Fennell              | Josey McNamara Ben Browning Ashley Fox Emerald Fennell                         | USA                                                       |
| Cel mai bun film   | The Trial of the Chicago 7                 | Aaron Sorkin                 | Stuart M. Besser Marc Platt                                                    | USA                                                       |
| 2021 (Ediția 75)   |                                            |                              |                                                                                |                                                           |
| Cel mai bun film   | The Power of the Dog                       | Jane Campion                 | Jane Campion, Iain Canning, Roger Frappier, Tanya Seghatchian, Emile Sherman   | Australia Noua Zeelandă Statele Unite Regatul Unit Canada |
| Cel mai bun film   | Belfast                                    | Kenneth Branagh              | Laura Berwick, Kenneth Branagh, Becca Kovacik, Tamar Thomas                    | Regatul Unit                                              |
| Cel mai bun film   | Don't Look Up                              | Adam McKay                   | Adam McKay, Kevin Messick                                                      | Statele Unite                                             |
| Cel mai bun film   | Dune                                       | Denis Villeneuve             | Mary Parent, Cayle Boyter, Denis Villeneuve                                    | Statele Unite                                             |
| Cel mai bun film   | Licorice Pizza                             | Paul Thomas Anderson         | Sara Murphy, Paul Thomas Anderson, Adam Somner                                 | Statele Unite Canada                                      |
| 2022 (Ediția 76)   |                                            |                              |                                                                                |                                                           |
| Cel mai bun film   | Nimic nou pe frontul de vest               | Edward Berger                | Malte Grunert                                                                  | Germania Statele Unite                                    |
| Cel mai bun film   | Spiritele din Inisherin                    | Martin McDonagh              | Graham Broadbent, Peter Czernin, Martin McDonagh                               | Irlanda Regatul Unit Statele Unite                        |
| Cel mai bun film   | Elvis                                      | Baz Luhrmann                 | Gail Berman, Baz Luhrmann, Catherine Martin, Patrick McCormick, Schuyler Weiss | Australia Statele Unite                                   |
| Cel mai bun film   | Orice, oriunde, oricând                    | Daniel Kwan Daniel Scheinert | Daniel Kwan, Daniel Scheinert, Jonathan Wang                                   | Statele Unite                                             |
| Cel mai bun film   | Tár                                        | Todd Field                   | Todd Field, Scott Lambert, Alexandra Milchan                                   | Statele Unite Germania                                    |
| 2023 (Ediția 77)   |                                            |                              |                                                                                |                                                           |
| Cel mai bun film   | Oppenheimer                                | Christopher Nolan            | Christopher Nolan, Charles Roven și Emma Thomas                                | Statele Unite                                             |
| Cel mai bun film   | Anatomia unei prăbușiri                    | Justine Triet                | Marie-Ange Luciani, David Thion                                                | Franța                                                    |
| Cel mai bun film   | The Holdovers                              | Alexander Payne              | Mark Johnson, Bill Block, David Hemingson                                      | Statele Unite                                             |
| Cel mai bun film   | Crimele din Osage County: Bani însângerați | Martin Scorsese              | Dan Friedkin, Bradley Thomas, Martin Scorsese, Daniel Lupi                     | Statele Unite                                             |
| Cel mai bun film   | Sărmane creaturi                           | Yorgos Lanthimos             | Ed Guiney, Andrew Lowe, Yorgos Lanthimos, Emma Stone                           | Irlanda Regatul Unit Statele Unite                        |
| 2024 (Ediția 78)   |                                            |                              |                                                                                |                                                           |
| Cel mai bun film\| | Conclav                                    | Edward Berger                | Tessa Ross, Juliette Howell, Michael A. Jackman                                | Regatul Unit Statele Unite                                |
| Cel mai bun film\| | Anora                                      | Sean Baker                   | Alex Coco, Samantha Quan, Sean Baker                                           | Statele Unite                                             |
| Cel mai bun film\| | Brutalistul                                | Brady Corbet                 | Nick Gordon, Brian Young, Andrew Morrison, D.J. Gugenheim, Brady Corbet        | Ungaria Regatul Unit Statele Unite                        |
| Cel mai bun film\| | Bob Dylan: A Complete Unknown              | James Mangold                | Fred Berger, Alex Heineman, James Mangold                                      | Statele Unite                                             |
| Cel mai bun film\| | Emilia Pérez                               | Jacques Audiard              | Pascal Caucheteux, Jacques Audiard                                             | Franța                                                    |